# Archichlora viridicrossa
Archichlora viridicrossa är en fjärilsart som beskrevs av Claude Herbulot 1960. Archichlora viridicrossa ingår i släktet Archichlora och familjen mätare. Inga underarter finns listade i Catalogue of Life.